# Assassin's Creed Rogue
Pour l’article homonyme, voir la page de la série de jeux vidéo Assassin's Creed.
Assassin’s Creed Rogue est un jeu vidéo d'action-aventure et d’infiltration développé par Ubisoft Sofia et édité par la société Ubisoft. Il appartient à la série Assassin's Creed et se situe chronologiquement entre Assassin's Creed IV: Black Flag et Assassin's Creed III. Sa mission finale est le prologue d'Assassin's Creed Unity.
Il s'agit du dernier jeu de la franchise Assassin's Creed à sortir sur PlayStation 3 et Xbox 360. Il est sorti en novembre 2014 sur PlayStation 3 et Xbox 360 et en mars 2015 sur PC. Une version remastérisée est sortie le 20 mars 2018 sur PlayStation 4 et Xbox One,,, puis le 6 décembre sur Nintendo Switch. La version Switch n'est disponible que dans la compilation Assassin's Creed: The Rebel Collection, qui comprend également le jeu Assassin's Creed IV : Black Flag.
L'intrigue est une uchronie mettant en scène la lutte séculaire entre les deux grandes factions de la série Assassin's Creed, les Assassins et les Templiers. L'histoire se déroule au milieu du XVIIIe siècle, pendant la guerre de Sept Ans. Le joueur incarne Shay Patrick Cormac, un Assassin qui, après une mission ayant tourné au drame au Portugal, renie la Confrérie des Assassins et devient un Templier. Désormais, il n’a plus qu'un objectif : traquer et éliminer tous les Assassins.
À sa sortie, Rogue reçoit un accueil mitigé. Si la plupart des critiques saluent le changement apporté par le fait de jouer un Templier, la maturité du scénario, la complexité de la personnalité du protagoniste, la représentation plus détaillée du combat entre Templiers et Assassins, ainsi que les ajouts au lore de la franchise et le gameplay des batailles navales, d'autres critiquent le jeu pour ne pas avoir su apporter des innovations à la formule de la série et ses grandes similarités avec Black Flag, sorti à peine un an plus tôt.

## Histoire

### Trame
Shay Patrick Cormac est une nouvelle recrue de la Confrérie des Assassins des colonies dont l'insubordination est compensée par son potentiel. S'entraînant dans l'Atlantique Nord avec Liam o'Brien sous la direction du mentor Achilles Davenport, il rencontre Adéwalé, qui rapporte que Port-au-Prince a été dévasté par un tremblement de terre lors de la recherche d'un temple précurseur contenant un fragment d'Eden. Grâce à son expérience de capitaine de navire, dont le Morrigan, que Shay vient d'acquérir, il participe à une enquête sur les intérêts des Templiers dans un artefact précurseur et un manuscrit liés au temple.
Se faisant passer pour un coursier des Templiers, il livre l'artefact et le manuscrit à Benjamin Franklin, dont les expériences avec l'électricité révèlent que l'artefact génère une carte montrant l'emplacement des temples des précurseurs dans le monde. Il en identifie un à Lisbonne et est envoyé par Achilles pour récupérer le morceau d'Eden qu'il contient. Cependant, Shay a commencé à remettre en question les motivations des Assassins après avoir vu leur refus d'engager un dialogue avec les Templiers et après avoir tué plus tôt un commandant templier déjà mourant, Lawrence Washington, puis ses associés Samuel Smith et James Wardrop qui détenait le manuscrit. Ses convictions sont réduites à néant à Lisbonne lorsque ses efforts pour récupérer le fragment d'Eden déclenchent un tremblement de terre, détruisant la ville. Ayant connaissance qu’un événement similaire s'est produite à Port-au-Prince, Shay est horrifié d’apprendre qu'Achilles a l’intention de continuer à rechercher les fragments d'Eden et ce, quel que soit le danger. Shay vole alors le manuscrit et tente d'échapper à la propriété, mais il est acculé par des membres de la confrérie. Dans l'intention de se suicider en sautant de la falaise de Homestead, Shay est laissé pour mort avant de pouvoir détruire le manuscrit.
Désormais à la dérive, il se retrouve à New York, agissant comme un justicier pour nettoyer les gangs qui extorquent les citoyens. Ses actions attirent l'attention du colonel George Monro, qui convainc Shay qu'il peut améliorer la vie des autres. Pour ce faire, Monro lui demande de retrouver et sauver Christopher Gist qui doit être pendu. Dans le même temps, Shay reprend son navire le Morrigan aux Assassins, et accepte d'aider ses nouveaux alliés, tout en apprenant qu'ils appartiennent à l'Ordre des Templiers. Il est troublé d’apprendre que les Assassins n’ont pas abandonné leur recherche des fragments d’Eden et, persuadé qu’ils constituent une menace, s’engage aux côtés des Templiers à les traquer. Après avoir tué plusieurs membres de la Confrérie coloniale des Assassins, dont Le Chasseur, Kesegowaase, Adéwalé, Hope Jensen et Louis-Joseph Gaultier de La Vérendrye, Shay devient un Membre à part entière de l'Ordre lorsqu'il est intronisé par le Grand Maître Haytham Kenway. Finalement, seuls deux membres éminents des Assassins en Amérique restent en vie: Achilles lui-même et son second, Liam O'Brien, autrefois le meilleur ami de Shay. Shay les pourchasse dans l'Arctique avec Haytham, où les Assassins ont localisé un autre Temple. Après avoir envoyé la plus grande partie de l'expédition des Assassins, Shay et Haytham pénètrent dans le Temple pour retrouver Liam et Achilles, qui ont compris que l'artefact était comme l'a dit Shay - un moyen de stabiliser le monde et non une arme pour le contrôler. Cependant, la tentative d'Achille d'empêcher Liam de se venger entraîne la destruction de l'artefact et le déclenchement d'un troisième séisme. Alors que les quatre tentent de s’enfuir, Shay et Liam se battent sur la glace et Liam est mortellement blessé lorsque les deux hommes tombent. Shay retourne alors à son navire et arrive alors que Haytham domine Achille. Shay persuade Haytham d'épargner Achille, par pitié et de s'assurer que la connaissance des Temples ne sera pas perdue, de sorte que les Assassins n'essaieront pas de les poursuivre. Haytham blesse alors le dernier Assassin à la jambe avec son pistolet.
Lorsque les Templiers appareillent pour rentrer chez eux, Haytham charge Shay de récupérer l'artefact des précurseurs. Shay passe une grande partie de sa vie à le chasser, même si Connor a finalement détruit l'influence des Templiers pendant la révolution américaine. Les derniers souvenirs révèlent progressivement une mission d'escorte de Benjamin Franklin à travers Paris, à la recherche de la boîte des Précurseurs qui est en possession de Charles Dorian, un Assassin français et père d'Arno Dorian, le protagoniste principal de Assassin's Creed Unity. Shay y assassine Dorian et prend possession de la boîte alors qu’il devient membre grand maître de l’Ordre des Templiers.
Dans le présent, le joueur effectue des recherches sur les souvenirs de Shay pour Abstergo Entertainment quand ils déclenchent par inadvertance un fichier de mémoire caché qui infecte les serveurs Animus. Abstergo est mis en quarantaine et le joueur doit nettoyer les serveurs Animus en vivant les souvenirs ultérieurs de Shay. Juhani Otso Berg, grand maître des Templiers, ordonne plus tard au joueur de télécharger les souvenirs de Shay sur les serveurs d’assassins afin d’affaiblir leur détermination en montrant à quel point Achille Davenport a détruit le monde et que les Assassins trahissent Shay. La Confrérie répond en coupant ses communications. Dans une scène de mi-générique, Berg remercie le joueur pour leur aide et leur donne le choix: rejoindre l'ordre des Templiers ou mourir. La scène passe au noir avant que la décision du joueur ne soit affichée.

### Personnages historiques
- James Cook (1728-1779)
- Benjamin Franklin (1706-1790)
- Louis-Joseph Gaultier de La Vérendrye (1717-1761)
- Christopher Gist (1706-1759)
- William Johnson (1715-1774)
- George Monro (1700-1757)
- George Washington (1732-1799)
- Lawrence Washington (1718-1752)

## Voix françaises
- Sylvain Agaësse : Shay Patrick Cormac
- Stéphane Ronchewski : Capitaine Anticosti
- Mario Pecqueur : Adriano
- Ivana Coppola : Cassidy
- Stéphane Bazin : Liam
- Pascale Chemin : Violet
- Jean-François Aupied : Jenkins
- Benoît Allemane : Otso Berg
- Vincent Violette : Samuel Smith et voix additionnelles
- Gilles Morvan : Kesegowaase
- Blanche Ravalec : Onatah
- Bernard Bollet : Lawrence Washington
- Cathy Cerda : Laeticia England
- Nathalie Spitzer : Juno
- Mathieu Rivolier : De la Verendrye
- Jean-François Vlérick : Arend
- Patrick Raynal : Sampson
- Jean-Baptiste Anoumon : Jack Weeks
- Jean-Claude Sachot : voix additionnelles
- Mathias Kozlowski : voix additionnelles
- Bernard Alane : voix additionnelles

## Système de jeu
Comme indiqué dans l'introduction, Assassin's Creed Rogue est un jeu vidéo d'action-aventure et d’infiltration, se déroulant dans un environnement de type monde ouvert, avec une vue à la troisième personne. La présence dans le jeu du Morrigan, le navire de Shay, permet d'inclure un gameplay naval, qui est basé sur celui d’Assassin's Creed IV: Black Flag. Toutefois, comme le Morrigan a un tirant d'eau plus faible que celui du Jackdaw, le navire du héros de Black Flag, dans Rogue on peut naviguer sur les rivières et non juste en haute mer,. Tout comme dans Black Flag, on peut acheter des améliorations pour le Morrigan, permettant à ce dernier de rivaliser avec les plus gros navires présents dans le jeu. De nouvelles armes dédiées au combat naval, telles que l’huile bouillante et un fusil à tourelle, font leur apparition. Autre nouveauté, lors d'un combat naval, les ennemis peuvent maintenant aborder le Morrigan. Certaines phases de jeu se déroulent dans un environnement arctique, ce qui entraine des modifications de gameplay spécifiques a un environnement froid. Des icebergs sont présents, dont certains peuvent être percutés sans danger par le Morrigan, qui est rapidement amélioré pour devenir un véritable brise-glace. Toujours a cause du froid, les missions de plongée sous-marine présentent dans Black Flag n'existent plus, car lorsque Shay nage dans les eaux glacées de l'Atlantique Nord, sa santé s'épuise rapidement. Toutefois, cette limite disparait lorsque Shay nage dans les eaux des zones fluviales, plus chaudes.
Ancien apprenti Assassin, Shay dispose de ses lames secrètes, d'une épée, d'une dague et d'une dague à corde. De nouvelles armes font également leur apparition dans les phases de jeu se déroulant sur la terre ferme. Tout d'abord, la carabine à air comprimé, similaire à la sarbacane de Black Flag, qui permet au joueur d'éliminer silencieusement ses ennemis à distance. Cette carabine peut être équipé de différents types de projectiles, tels que des pétards ou des fléchettes capables d'endormir la cible. Au cours de l'histoire, le joueur récupère une amélioration permettant d'utiliser la carabine comme un lance-grenades, qui tire, entre autres, des grenades explosives. Le système de combat au corps-à-corps est légèrement modifié et il est désormais possible de contrer les attaques ennemies en ayant le bon timming, comme dans la série des Batman: Arkham. Les Assassins que Shay affronte ont les mêmes armes et compétences que ceux que personnages des autres opus de la série Assassin's Creed : ils peuvent se cacher dans des buissons, se fondre dans la foule et effectuer des assassinats aériens contre le joueur. Des grenades de gaz toxique font leur apparition et Shay dispose d'un masque qui peut en atténuer les effets. La « vision d'aigle » de Shay reprend également des éléments tirés des modes multijoueurs des jeux précédents, principalement la capacité à localiser la position d'un ennemi grâce à un simili-radar. Même sans celui-ci, Shay est capable de détecter la présence d'un ennemi, les bords de l'écran devenant rouges lorsqu'il y en a proximité. Il est également capable de prévoir avec précision quand et d'où ses ennemis vont frapper.
Le jeu inclus des missions et activités secondaires, dont un certain nombre sont basées sur celles des jeux précédents. Reflétant le rôle de Shay en tant que Templier, le jeu introduit une nouvelle mission secondaire : "Interception d'un assassin". Il s'agit d'une variante des missions secondaires d'assassinat des jeux précédents, en ce sens que Shay, après avoir intercepté un pigeon messager porteur d'un contrat d'assassinat, doit empêcher l'assassinat d'un innocent en trouvant et en tuant des assassins cachés à proximité.

## Développement
En mars 2014, le développement du jeu est évoqué sous le nom de code « Comet » pour une sortie sur PlayStation 3 et Xbox 360, en parallèle à la sortie d’Assassin's Creed Unity,. Les premières fuites révèlent que le jeu s'imbrique entre Assassin's Creed IV: Black Flag et Assassin's Creed III et se déroulerait en 1758, et proposerait d'incarner un Templier dénommé Shay. Haytham Kenway, Adewalé et Achilles Davenport (le mentor de Connor Kenway) font une apparition dans cet opus.
Le jeu est officiellement révélé le 5 août 2014, après la fuite d'un premier trailer. Le Game director , Martin Capel, décrit Rogue comme étant l'opus final de la "saga nord-américaine" de la série et précise que le jeu a été conçu pour répondre aux demandes spécifiques des fans, comme pouvoir jouer un templier. Le jeu est destiné à "combler les lacunes" de l'histoire entre Assassin's Creed III et Assassin's Creed IV Black Flag et a "un lien crucial" avec les événements décrits dans les jeux précédents. Outre le travail effectué par Ubisoft Sofia sur le jeu, les studios d'Ubisoft de Singapour, Montréal, Québec, Chengdu, Milan et Bucarest ont également contribué à la création de Rogue. Ubisoft déclare également qu'"à ce stade" le jeu ne comprend pas de mode multijoueurs , mais qu'il n'est pas exclu qu'un ou plusieurs modes soit rajoutés après le lancement du jeu. 
Le 20 mars 2018, une version remasterisé du jeu sort sur la PlayStation 4 et la Xbox One.

## Accueil

### Accueil critique
Selon le site Metacritic, qui a collecté et compilé les notes attribuées au jeu, Assassin's Creed Rogue a reçu des notes et appréciations "mitigées ou moyennes",,,. 
Ray Carsillo d'Electronic Gaming Monthly attribue au jeu une note de 8,5/10, faisant l'éloge de son personnage principal qu'il juge intéressant, de son histoire, qualifiée d'agréable, des nouvelles armes introduites par le jeu, des nouvelles missions "Interception d'un assassin", ainsi que des modifications apportées aux mécanismes de combats. Cependant, il critique le mauvais rythme de l'histoire, les bugs fréquents, le manque de re-jouabilité et l'absence d'un mode multijoueur. Il conclut son test en disant que « Rogue est une expérience bien plus agréable que ce que j'avais prévu. Il fait juste ce qu'il faut pour apposer sa propre marque sur la franchise tout en nous donnant des détails cruciaux de l'histoire afin de finir de donner les derniers détails [de l'histoire qui manquaient pour faire le lien] entre Assassin's Creed III et IV. Il constitue une conclusion parfaite au temps passé par la série à explorer les colonies européennes d'Amérique du Nord au XVIIIe siècle ».
Le site Eurogamer établit des comparaisons entre Rogue et Assassin's Creed Revelations, un jeu qui a achevé de résoudre les intrigues de la saga d'Ezio Auditore et a servi de point de départ à l’histoire d' Assassin's Creed III. En effet, le scénario de Rogue se concentre sur le développement des personnages et des intrigues introduits dans le III et Black Flag et introduit le scénario d'Assassin's Creed Unity. Eurogamer note que certains décors, armes et mécanismes proviennent d'opus précédents de la série et ont été réutilisé, comme la ville de New York, qui est une version étendue de celle représentée dans Assassin's Creed III, le système de combat naval qui est repris d' Assassin's Creed IV, la rénovation de bâtiments pour augmenter les revenus et la localisation d'ennemis avec un radar similaire à l'ancien mode multijoueur. Par contre, pour le site, le fait que les ennemis soient des Assassins et non des Templiers est considérée comme une "nouvelle [idée] vraiment nécessaire pour [renouveler] les mécanismes de combat de la série", les adversaires de Shay utilisant des tactiques qui sont celles employées par les joueurs dans les jeux précédents, comme les bombes fumigènes et la dissimulation. Eurogamer considère que c'est lorsque l'on se retrouve à explorer les zones les plus au nord de l'Atlantique que l'on sent le plus la "fraicheur" que Rogue apporte à la série. Cependant, les missions de l'histoire elles-mêmes et la campagne solo dans son ensemble sont critiquées pour être sensiblement plus courtes que dans les jeux précédents.
Matt Miller de Game Informer attribue au jeu une note de 8,25/10. Il fait l'éloge de la grande variété d'activités, d'environnements et de types de missions du jeu, des différents ajouts effectués et du gameplay qu'il juge très performant, bien qu'il soit trop semblable à celui de ses prédécesseurs. Par contre, il critique les combats au corps à corps, jugés répétitifs, et l'absence de mode multijoueur. Il décrit le jeu en disant que "Rogue est vaste avec beaucoup de choses à explorer, et bien qu'il manque de nouveauté, il offre aux fans fidèles [de la série Assassin's Creed] une richesse de gameplay et de [nouvelles] connaissances".
Daniel Bloodworth de GameTrailers attribue au jeu un 7.2/10, louant le retour de certains anciens personnages de la série Assassin's Creed, des décors et un environnement qu'il juge époustouflants et les missions d'interceptions qu'il trouve intéressantes. Mais il critique le personnage principal, qu'il trouve prévisible et ennuyeux, les missions mal construites du début du jeu, les combats de boss décevants, ainsi que la présence de nombreux bugs. Il décrit le jeu en disant que "Rogue ressemble à bien des égards à une extension du Black Flag de l'an dernier, même au niveau des menus, mais il y a quelques retouches apportées à la formule grâce à votre nouveau rôle d'ex-assassin, qui traque ses anciens camarades".
Keem Tran de Gameblog attribue au jeu une note de 7/10. S'il apprécie la partie combat naval, il trouve que Rogue ressemble trop à ses prédécesseurs et que le jeu est trop court. Selon lui, l'histoire principale peut être terminée en une dizaine d'heures et qualifie Rogue d'« add-on » de Black Flag
Daniel Krupa d'IGN donne au jeu la note de 6,8/10. Il loue l'histoire captivante, le personnage principal nuancé, les décors apportant une atmosphère bien particulière, mais il critique le manque de capacités spécifiques aux Templiers, les rencontres fades avec les autres personnages principaux, les quêtes secondaires sans inspiration, le monde vide, ainsi que le système de combat et de traversée frustrant, qui, selon lui, ne montre aucune amélioration par rapport a ceux des épisodes précédents. Il critique également le fait que, selon lui, le jeu n'encourage pas le joueur à explorer le monde. 
Mark Walton de GameSpot attribue au jeu une note de 6/10, critiquant l'histoire prévisible, le personnage principal peu sympathique, l'absence de missions intéressantes, ainsi que le manque de contenu de base. Il déclare que le jeu ressemble à un pack de DLC pour Black Flag qui aurait été glorifié et ne fait rien pour mettre en avant la franchise. Xav de Matos de Joystiq donne lui aussi une note de 6/10 au jeu, considérant que Rogue n'a rien ajouté de nouveau à la franchise. Il déclare que "Assassin's Creed Rogue est essentiellement un clone du décor et des systèmes de jeu de Black Flag. Si vous pouvez accepter un copier-coller généralisé dans un autre jeu à plein tarif, vous apprécierez très probablement ce qu'Assassin's Creed Rogue a à offrir".
Amaebi de gamekult attribue au jeu une note de 5/10. Il apprécie la richesse du jeu et "ses vastes aires de jeu bourrées de contenu", ainsi que les phases navales, surtout celles en zone fluviale. Par contre, il trouve l'histoire fade, que le jeu est techniquement perfectible, que son gameplay ne se renouvelle pas et il déplore l'absence de mode multijoueur. Pour lui Rogue n'est qu'un exercice de copier-coller des deux épisodes précédents et "un incroyable faire-valoir pour Unity", sorti la même année.
En décembre 2015, Game Informer a classé le jeu comme étant alors le sixième meilleur jeu de la série Assassin's Creed.

### Ventes
2,46 millions d'exemplaires vendus,,.